# Джессіка Мор
Джессіка Мор (англ. Jessica Moore, нар. 16 серпня 1990) — колишня професійна австралійська тенісистка.
Здобула два парні титули туру WTA та чотири одиночні і тридцять один парний титул туру ITF.
Найвищу одиночну позицію рейтингу WTA — 132 місце досягнула 27 жовтня 2008, парну — 52 місце — 13 травня 2019 року.
В Кубку Федерації рахунок перемог-поразок становить 1–2.
Завершила кар'єру 2020 року.

## Фінали турнірів WTA

### Парний розряд: 5 (2 титули, 3 поразки)
| Легенда                             |
| ----------------------------------- |
| Турніри Великого шолома (0–0)       |
| Premier Mandatory & Premier 5 (0–0) |
| Premier (0–0)                       |
| International (2–3)                 |

| Фінали за покриттям |
| ------------------- |
| Тверде (1–3)        |
| Ґрунт (1–0)         |
| Трава (0–0)         |
| Килим (0–0)         |

| Результат | Ранг | Дата            | Турнір                      | Покриття | Партнер              | Опоненти                          | Рахунок          |
| --------- | ---- | --------------- | --------------------------- | -------- | -------------------- | --------------------------------- | ---------------- |
| Поразка   | 1.   | 6 березня 2011  | Malaysian Open, Малайзія    | Тверде   | Ноппаван Летчівакарн | Дінара Сафіна Галина Воскобоєва   | 5–7, 6–2, [5–10] |
| Перемога  | 1.   | 17 липня 2016   | BRD Bucharest Open, Румунія | Ґрунт    | Варатчая Вонгтінчай  | Александра Каданцу Катажина Пітер | 6–3, 7–6(7–5)    |
| Перемога  | 2.   | 22 вересня 2018 | Guangzhou, КНР              | Тверде   | Монік Адамчак        | Данка Ковінич Віра Лапко          | 4–6, 7–5, [10–4] |
| Поразка   | 2.   | 14 жовтня 2018  | Tianjin, КНР                | Тверде   | Монік Адамчак        | Ніколь Меліхар Квета Пешке        | 4–6, 2–6         |
| Поразка   | 3.   | 7 квітня 2019   | Monterrey, Мексика          | Тверде   | Монік Адамчак        | Ейжа Мугаммад Марія Санчес        | 6–7(2–7), 4–6    |

## Фінали ITF

### Одиночний розряд (4–6)
| Легенда          |
| ---------------- |
| Турніри $100,000 |
| Турніри $75,000  |
| Турніри $50,000  |
| Турніри $25,000  |
| Турніри $15,000  |
| Турніри $10,000  |

| Результат | Ранг | Дата          | Турнір                                     | Покриття | Опонент                 | Рахунок       |
| --------- | ---- | ------------- | ------------------------------------------ | -------- | ----------------------- | ------------- |
| Поразка   | 1.   | червень 2007  | Давос, Швейцарія                           | Ґрунт    | Штефані Фогт            | 4–6, 6–4, 3–6 |
| Перемога  | 1.   | липень 2007   | Ilkley, England                            | Трава    | Lizaan du Plessis       | 6–4, 6–2      |
| Перемога  | 2.   | жовтень 2007  | Traralgon, Австралія                       | Тверде   | Санді Гумуля            | 6–4, 6–4      |
| Перемога  | 3.   | липень 2008   | Рим, Італія                                | Ґрунт    | Патріція Майр-Ахлайтнер | 6–3, 6–2      |
| Поразка   | 2.   | травень 2012  | Гілтон-Гед-Айленд (Південна Кароліна), США | Тверде   | Хібі Майо               | 3–6, 1–6      |
| Перемога  | 4.   | липень 2012   | Knokke, Бельгія                            | Ґрунт    | Їсалін Бонавентюре      | 6–1, 7–6(7)   |
| Поразка   | 3.   | березень 2013 | Сідней, Австралія                          | Тверде   | Вікторія Раїчіч         | 7–5, 3–6, 2–6 |
| Поразка   | 4.   | червень 2013  | Бетані-Біч (Делавер), США                  | Ґрунт    | Brianna Morgan          | 6–7(7), 3–6   |
| Поразка   | 5.   | вересень 2013 | Кернс, Австралія                           | Тверде   | Азра Хадзіч             | 3–6, 6–3, 2–6 |
| Поразка   | 6.   | жовтень 2014  | Тувумба, Австралія                         | Тверде   | Еллен Аллгурін          | 1–6, 3–6      |

### Парний розряд (31–12)
| Результат | Ранг | Дата          | Турнір                                  | Покриття | Партнер                | Опоненти                              | Рахунок                 |
| --------- | ---- | ------------- | --------------------------------------- | -------- | ---------------------- | ------------------------------------- | ----------------------- |
| Перемога  | 1.   | травень 2007  | Борнмут, England                        | Ґрунт    | Аленка Губачек         | Мелані Клаффнер Nicole Riner          | 5-7, 6-4, 6-4           |
| Поразка   | 1.   | жовтень 2007  | Рокгемптон, Австралія                   | Тверде   | Елісон Бай             | Кортні Негл Робін Стівенсон           | 4-–6, 3-6               |
| Перемога  | 2.   | травень 2008  | Галатіна, Італія                        | Ґрунт    | Мелані Клаффнер        | Марія Фернанда Алвеш Марія Ірігоєн    | 3-6, 6-1, [10-6]        |
| Поразка   | 2.   | червень 2008  | Кампобассо, Італія                      | Ґрунт    | Ніколе Клеріко         | Марія Ірігоєн Роксане Вайзенберг      | 3–6, 2–6                |
| Поразка   | 3.   | жовтень 2008  | Traralgon, Австралія                    | Тверде   | Ярміла Вулф            | Наталі Грандін Robin Stephenson       | 4–6, 2–6                |
| Перемога  | 3.   | лютий 2010    | Берні (Тасманія), Австралія             | Тверде   | Аріна Родіонова        | Тімеа Бабош Anna Arina Marenko        | 6–1, 6–4                |
| Перемога  | 4.   | лютий 2010    | Мілдьюра, Австралія                     | Трава    | Кейсі Деллаква         | Ярміла Вулф Джейд Гоппер              | 6–2, 7–6                |
| Перемога  | 5.   | березень 2010 | Сідней, Австралія                       | Тверде   | Casey Dellacqua        | Софі Фергюсон Труді Мусгрейв          | w/o                     |
| Перемога  | 6.   | травень 2010  | Бандаберг, Австралія                    | Ґрунт    | Марія Мірковіч         | Вікторія Раїчіч Емелін Старр          | 6-3, 1-6, [10-7]        |
| Перемога  | 7.   | листопад 2010 | Калгурлі, Австралія                     | Тверде   | Даніелла Джефлі        | Tímea Babos Моніка Вейнерт            | 6-4, 2-6, 6-4           |
| Перемога  | 8.   | листопад 2010 | Есперанс (Західна Австралія), Австралія | Тверде   | Daniella Jeflea        | Chiaki Okadaue Тедзука Ремі           | 7-6(7), 6-3             |
| Перемога  | 9.   | квітень 2012  | Індіан-Гарбор-Біч (Флорида), США        | Ґрунт    | Maria Fernanda Alves   | Марі-Ев Пеллетьє Альона Сотникова     | 6-7(6), 6-3, [10-8]     |
| Поразка   | 4.   | січень 2013   | Burnie, Австралія                       | Тверде   | Бояна Бобушич          | Аояма Сюко Сема Еріка                 | w/o                     |
| Поразка   | 5.   | березень 2013 | Сідней, Австралія                       | Тверде   | Anja Dokic             | Alison Bai Тайра Келдервуд            | 6–7, 4–6                |
| Поразка   | 6.   | травень 2013  | Ралі (Північна Кароліна), США           | Ґрунт    | Саллі Пірс             | Ейжа Мугаммад Еллі Вілл               | 3–6, 3–6                |
| Перемога  | 10.  | лютий 2014    | Порт-Пірі, Австралія                    | Тверде   | Александріна Найденова | Іноуе Міябі Кувата Хірото             | 6–4, 6–3                |
| Поразка   | 7.   | березень 2014 | Mildura, Австралія                      | Трава    | Александріна Найденова | Чан Су Джон Lee So-ra                 | 1-6, 6-1, [4-10]        |
| Перемога  | 11.  | квітень 2014  | Glen Iris, Австралія                    | Ґрунт    | Александріна Найденова | Теммі Петтерсон Еллен Перес           | 6–4, 6–2                |
| Перемога  | 12.  | квітень 2014  | Мельбурн, Австралія                     | Ґрунт    | Александріна Найденова | Като Мію Танака Юкі                   | 7-5, 6-7(5), [10-7]     |
| Перемога  | 13.  | жовтень 2014  | Кернс, Австралія                        | Тверде   | Еббі Маєрз             | Окуно Аяка Alison Bai                 | 6–2, 6–2                |
| Перемога  | 14.  | жовтень 2014  | Тувумба, Австралія                      | Тверде   | Еббі Маєрз             | Лізетт Кабрера Прісцілла Хон          | 6–3, 6–3                |
| Поразка   | 8.   | жовтень 2014  | Перт, Австралія                         | Тверде   | Еббі Маєрз             | Капшай Вероніка Ігорівна Алізе Лім    | 2-6, 6-2, [7-10]        |
| Перемога  | 15.  | листопад 2014 | Бендіго, Австралія                      | Тверде   | Еббі Маєрз             | Нейкта Бейнз Кароліна Влодарчак       | 6–4, 6–0                |
| Перемога  | 16.  | листопад 2014 | Bendigo, Австралія                      | Тверде   | Еббі Маєрз             | Варатчая Вонгтінчай Варуня Вонгтінчай | 3-6, 6-1, [10-6]        |
| Перемога  | 17.  | лютий 2015    | Clare, Австралія                        | Тверде   | Дженніфер Еліе         | Mana Ayukawa Такахата Котомі          | 6–3, 7–5                |
| Перемога  | 18.  | березень 2015 | Port Pirie, Австралія                   | Тверде   | Еббі Маєрз             | Лю Чан Тянь Жань                      | 6–0, 6–3                |
| Поразка   | 9.   | квітень 2015  | Джексон (Міссісіпі), США                | Ґрунт    | Катержина Крамперова   | Алекса Гуарачі Кейтлін Горіскі        | 7–6(4), 3–6, [9–11]     |
| Перемога  | 19.  | липень 2015   | Гранбі (Квебек), Канада                 | Тверде   | Сторм Сендерз          | Лора Робсон Ерін Рутліфф              | 7–5, 6–2                |
| Перемога  | 20.  | серпень 2015  | Гатіно, Канада                          | Тверде   | Керол Чжао             | Вікторія Родрігес Марсела Сакаріас    | 6–3, 6–4                |
| Перемога  | 21.  | серпень 2015  | Ландісвілл (Пенсільванія), США          | Тверде   | Івана Йорович          | Brynn Boren Nadja Gilchrist           | 6–1, 6–3                |
| Перемога  | 22.  | жовтень 2015  | Кернс, Австралія                        | Тверде   | Сторм Сендерз          | Jennifer Elie Ейжа Мугаммад           | 6–0, 6–3                |
| Перемога  | 23.  | лютий 2016    | Перт, Австралія                         | Тверде   | Ешлі Барті             | Alison Bai Еббі Маєрз                 | 3-6, 6-4, [10-8]        |
| Перемога  | 24.  | жовтень 2016  | Канберра, Австралія                     | Тверде   | Сторм Сендерз          | Alison Bai Лізетт Кабрера             | 6–3, 6–4                |
| Поразка   | 10.  | березень 2017 | Mornington, Австралія                   | Ґрунт    | Варатчая Вонгтінчай    | Прісцілла Хон Фанні Штоллар           | 1–6, 5–7                |
| Поразка   | 11.  | квітень 2017  | Mornington, Австралія                   | Ґрунт    | Варатчая Вонгтінчай    | Юлія Глушко Барбора Крейчикова        | 4-6, 6-2, [9-11]        |
| Перемога  | 25.  | серпень 2017  | Vancouver, Канада                       | Тверде   | Джоселін Рей           | Дезіре Кравчик Джуліана Ольмос        | 6–1, 7–5                |
| Поразка   | 12.  | листопад 2017 | Канберра, Австралія                     | Тверде   | Еллен Перес            | Asia Muhammad Аріна Родіонова         | 4–6, 4–6                |
| Перемога  | 26.  | лютий 2018    | Лонсестон (Тасманія), Австралія         | Тверде   | Еллен Перес            | Лора Робсон Валерія Савіних           | 7-6(5), 6-4             |
| Перемога  | 27.  | лютий 2018    | Перт, Австралія                         | Тверде   | Еллен Перес            | Олівія Тьяндрамулія Белінда Вулкок    | 6-7(6), 6-1, [7-9] ret. |
| Перемога  | 28.  | лютий 2018    | Перт, Австралія                         | Тверде   | Олівія Тьяндрамулія    | Alison Bai Лу Цзяцзін                 | 7-5, 6-7(8), [11-9]     |
| Перемога  | 29.  | квітень 2018  | К'яссо, Швейцарія                       | Ґрунт    | Дарія Юрак             | Сінді Бюргер Розалі ван дер Гук       | 7-6(6), 4-6, [10-8]     |
| Перемога  | 30.  | травень 2018  | Трнава, Словаччина                      | Ґрунт    | Галина Воскобоєва      | Ксенія Нолл Анна Сміт                 | 0-6, 6-3, [10-7]        |
| Перемога  | 31.  | червень 2018  | Surbiton, England                       | Трава    | Еллен Перес            | Arina Rodionova Яніна Вікмаєр         | 4–6, 7–5, [10–3]        |

## Юніорські фінали турнірів Великого шолома

### Одиночний розряд: 1 (0–1)
| Результат | Рік  | Championship    | Покриття | Опонент    | Рахунок  |
| --------- | ---- | --------------- | -------- | ---------- | -------- |
| Поразка   | 2008 | Australian Open | Тверде   | Аранча Рус | 3–6, 4–6 |

### Парний розряд: 2 (2–0)
| Результат | Рік  | Championships | Покриття | Партнер       | Опоненти                    | Рахунок          |
| --------- | ---- | ------------- | -------- | ------------- | --------------------------- | ---------------- |
| Перемога  | 2008 | French Open   | Ґрунт    | Полона Герцог | Леслі Керкгове Аранча Рус   | 5–7, 6–1, [10–7] |
| Перемога  | 2008 | Wimbledon     | Трава    | Полона Герцог | Ізабелла Голланд Саллі Пірс | 6–3, 1–6, 6–2    |